# Giovanni Attanasio
Giovanni Attanasio (Napoli, 6 gennaio 1928 – Roma, 1º marzo 1988) è stato un attore italiano.

## Biografia
Dopo la laurea in giurisprudenza decide di abbandonare la carriera forense per aggregarsi ad alcune compagnie di teatro napoletano. Approda poi in televisione dove esordisce nel 1956 ne L'Alfiere, nel quale è diretto da Anton Giulio Majano. A partire dallo stesso periodo inizia a lavorare anche per il cinema, debuttando nel 1955 in Destinazione Piovarolo, nel quale interpreta, non accreditato, un timido ragazzo che cerca in una scena di approcciare Mariuccia La Quaglia, figlia del protagonista della pellicola, Totò.
Tra le sue partecipazioni vanno ricordate quelle in Più bello di così si muore, dove recita accanto a Enrico Montesano, e in Così parlò Bellavista, diretto da Luciano De Crescenzo.
Ultima sua apparizione al cinema è in L'ultima scena, film diretto da Nino Russo, e televisiva nella miniserie Appuntamento a Trieste, trasmessa postuma, nel 1989. Giovanni Attanasio muore infatti improvvisamente, all'età di 60 anni, il 1º marzo 1988. Nello stesso anno aveva pubblicato il libro Un attore tra gli attori - Aneddoti, testimonianze, documenti, edito da Nuova Editrice Spada.

## Filmografia

### Cinema
- Destinazione Piovarolo, regia di Domenico Paolella (1955)
- Detenuto in attesa di giudizio, regia di Nanni Loy (1971)
- Donnarumma all'assalto, regia di Marco Leto (1972)
- 24 ore... non un minuto di più, regia di Franco Bottari (1973)
- Piedino il questurino, regia di Franco Lo Cascio (1974)
- Il trafficone, regia di Bruno Corbucci (1974)
- Il tempo dell'inizio, regia di Luigi Di Gianni (1974)
- E cominciò il viaggio nella vertigine, regia di Toni De Gregorio (1974)
- L'educanda, regia di Franco Lo Cascio (1975)
- Squadra antiscippo, regia di Bruno Corbucci (1976)
- Squadra antifurto, regia di Bruno Corbucci (1976)
- Il deserto dei Tartari, regia di Valerio Zurlini (1976)
- Donna... cosa si fa per te, regia di Giuliano Biagetti (1976)
- Casa privata per le SS, regia di Bruno Mattei (1977)
- KZ9 - Lager di sterminio, regia di Bruno Mattei (1977)
- Squadra antitruffa, regia di Bruno Corbucci (1977)
- Oggetti smarriti, regia di Giuseppe Bertolucci (1980)
- La vera storia della monaca di Monza, regia di Bruno Mattei (1980)
- I carabbinieri, regia di Francesco Massaro (1981)
- W la foca, regia di Nando Cicero (1982)
- Più bello di così si muore, regia di Pasquale Festa Campanile (1982)
- Amok, regia di Souheil Ben-Barka (1983)
- Zampognaro innamorato, regia di Ciro Ippolito (1983)
- Così parlò Bellavista, regia di Luciano De Crescenzo (1984)
- L'ultima scena, regia di Nino Russo (1988)

### Televisione
- L'Alfiere, regia di Anton Giulio Majano, 6 episodi – miniserie TV (1956)
- Luisa Sanfelice, regia di Leonardo Cortese, 7 episodi – miniserie TV (1966)
- Giocando a golf una mattina, regia di Daniele D'Anza, 6 episodi – miniserie TV (1969)
- I fratelli Karamazov, regia di Sandro Bolchi, 7 episodi – miniserie TV (1969)
- Il cappello del prete, regia di Sandro Bolchi, 3 episodi – miniserie TV (1970)
- Il segno del comando, regia di Daniele D'Anza, 5 episodi – miniserie TV (1971)
- Le inchieste del commissario Maigret – serie TV (1972)
- Murat, regia di Silverio Blasi, 3 episodi – miniserie TV (1975)
- Dov'è Anna?, regia di Piero Schivazappa, 7 episodi – miniserie TV (1976)
- Qui squadra mobile, 1 episodio – serie TV (1976)
- Nemici per la pelle, 1 episodio – serie TV (1981)
- Investigatori d'Italia, regia di Paolo Poeti – miniserie TV (1987)
- Appuntamento a Trieste – miniserie TV (1989)

## Opere letterarie
- Un attore tra gli attori - Aneddoti, testimonianze, documenti, Roma, Nuova Editrice Spada, 1988.